# Arrondissement Saint-Germain-en-Laye
Das Arrondissement Saint-Germain-en-Laye ist eine Verwaltungseinheit im französischen Département Yvelines innerhalb der Region Île-de-France. Verwaltungssitz (Unterpräfektur) ist Saint-Germain-en-Laye.

## Kantone
Im Arrondissement gibt es zehn Kantone:
- Aubergenville (mit 6 von 40 Gemeinden)
- Chatou
- Le Chesnay-Rocquencourt (mit 1 von 6 Gemeinden)
- Conflans-Sainte-Honorine
- Houilles
- Poissy
- Saint-Cyr-l’École (mit 1 von 6 Gemeinden)
- Saint-Germain-en-Laye
- Sartrouville
- Verneuil-sur-Seine (mit 12 von 13 Gemeinden)

## Gemeinden
Die Gemeinden des Arrondissements Saint-Germain-en-Laye sind:
| 1. Achères (78005)                   | 2. Aigremont (78007)              | 3. Les Alluets-le-Roi (78010)    | 4. Andelu (78013)               |
| 5. Andrésy (78015)                   | 6. Bazemont (78049)               | 7. Carrières-sous-Poissy (78123) | 8. Carrières-sur-Seine (78124)  |
| 9. Chambourcy (78133)                | 10. Chanteloup-les-Vignes (78138) | 11. Chatou (78146)               | 12. Chavenay (78152)            |
| 13. Conflans-Sainte-Honorine (78172) | 14. Crespières (78189)            | 15. Croissy-sur-Seine (78190)    | 16. Davron (78196)              |
| 17. L’Étang-la-Ville (78224)         | 18. Feucherolles (78233)          | 19. Herbeville (78305)           | 20. Houilles (78311)            |
| 21. Louveciennes (78350)             | 22. Maisons-Laffitte (78358)      | 23. Mareil-Marly (78367)         | 24. Mareil-sur-Mauldre (78368)  |
| 25. Marly-le-Roi (78372)             | 26. Maule (78380)                 | 27. Maurecourt (78382)           | 28. Médan (78384)               |
| 29. Le Mesnil-le-Roi (78396)         | 30. Montainville (78415)          | 31. Montesson (78418)            | 32. Morainvilliers (78431)      |
| 33. Orgeval (78466)                  | 34. Le Pecq (78481)               | 35. Poissy (78498)               | 36. Le Port-Marly (78502)       |
| 37. Saint-Germain-en-Laye (78551)    | 38. Saint-Nom-la-Bretèche (78571) | 30. Sartrouville (78586)         | 40. Triel-sur-Seine (78624)     |
| 41. Verneuil-sur-Seine (78642)       | 42. Vernouillet (78643)           | 43. Le Vésinet (78650)           | 44. Villennes-sur-Seine (78672) |

## Neuordnung der Arrondissements 2017

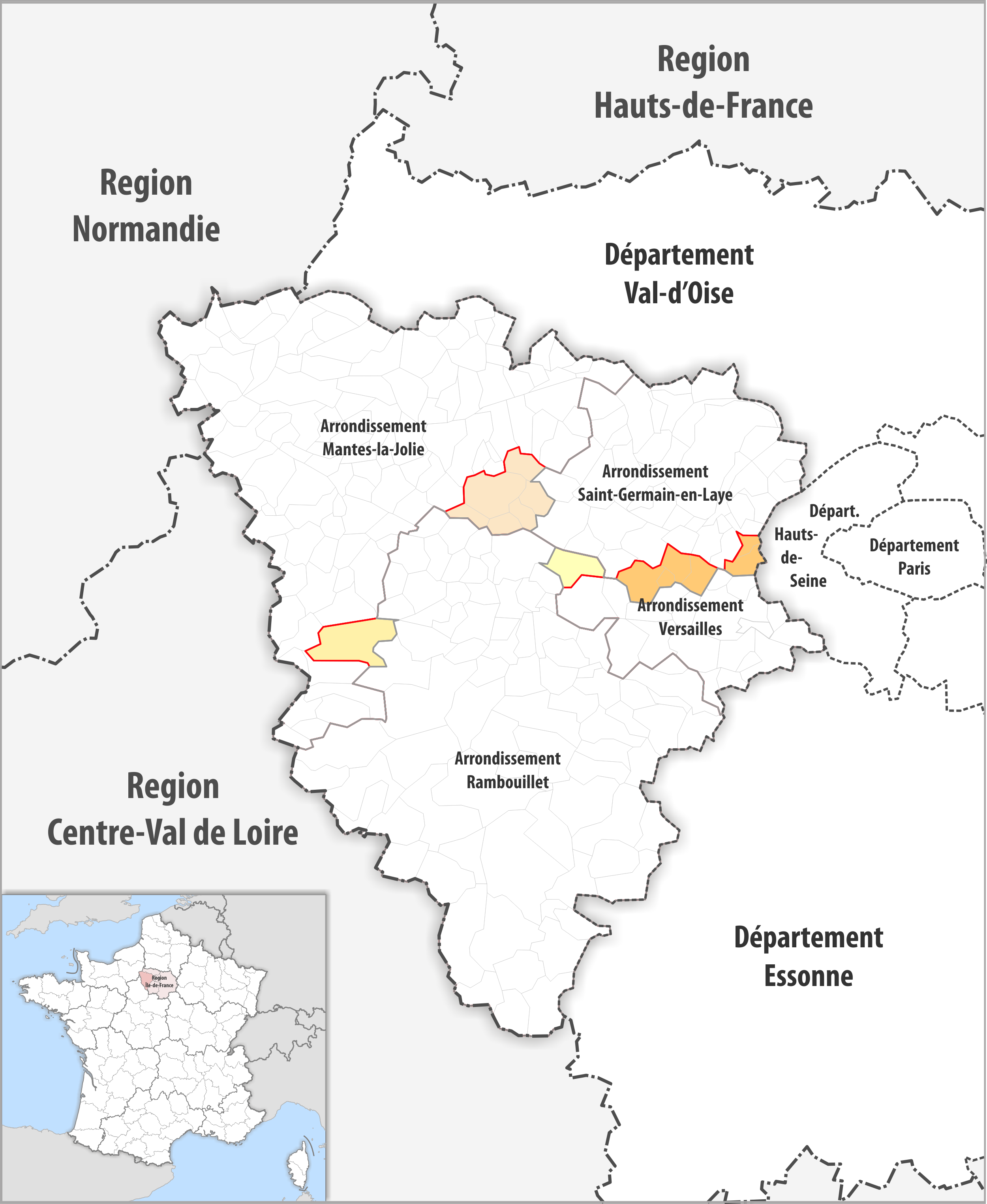
Arrondissementsanpassungen im Jahr 2017

Durch die Neuordnung der Arrondissements im Jahr 2017 wurde vom Arrondissement Mantes-la-Jolie die Fläche der sechs Gemeinden Andelu, Bazemont, Herbeville, Mareil-sur-Mauldre, Maule und Montainville dem Arrondissement Saint-Germain-en-Laye zugewiesen.
Dafür wechselte die Fläche der sechs Gemeinden Bailly, Bougival, La Celle-Saint-Cloud, Noisy-le-Roi, Rennemoulin und Villepreux vom Arrondissement Saint-Germain-en-Laye zum Arrondissement Versailles.